# Казанка (Приморский край)
Каза́нка — село в Партизанском городском округе Приморского края России.
Расположено в 5 км северо-восточнее г. Партизанска. Село Казанка — спутник села Углекаменск, находится в 2 км севернее.
Село Казанка стоит на левом берегу реки Тигровая (недалеко от её устья) и на правом берегу реки Мельники (правый приток реки Партизанская).

## История
1892 г. В Сучанскую долину прибыли ходоки из Черниговской губернии Дмитрий Тринцуков, Иннокентий Паутов, Игнат Баранов, Изот Поляков. Они выбрали место обоснования нового села — низменность при реке Большая Сица, защищённая с севера горой Выглядницей отрога Да-Дянь-Шань.
В этом же году здесь поселились 10 семей казённо-коштных переселенцев (прибывшие за государственный счёт). Велось общинное земледелие.
1898 г. По данным Переселенческого управления, в с. Казанка было 30 семей. В них насчитывалось мужчин — 87, женщин — 101.
Под посевами занято 123 десятины, под огородами — 13 десятин. На одну семью приходилось в среднем по 4,5 десятины.
1906 г. и 1910 г. Наводнения принесли непоправимые потери посевом. Паводок смыл несколько десятков десятин пашни, оставив после себя лишь щебень и песок.
1917 г. По данным статуправления края, в с. Казанка насчитывается 178 хозяйств. В них 580 мужчин и 492 женщины. Под посевами занято 862 десятины.
1918 г. Прошли выборы в Казанский сельский совет.
1918-1922 гг. Создана боевая дружина из 20 человек, переросшая в партизанский отряд. Он принимал участие во многих операциях боевых сил Ольгинского уезда.
Крестьяне поддержали забастовку рабочих Сучана, выдвинув лозунг «Ни одного пуда хлеба Колчаку!». Оказали помощь забастовщикам рудника продовольствием, предоставили приют семьям шахтёров.
Борьба за Советскую власть не обошлась без жертв. В братской могиле в селе похоронены казанковцы: Х. А. Дунаева, П. А. Дунаев, К. А. Гулькова, В. А. Гульков, Т. А. Мечик, М. И. Баранов, Д. О. Бензик, Ф. С. Косницкий, П. Е. Косницкий, И. Е. Полунов.
1922 г. Образован Казанский сельский совет народных депутатов.
1930-е гг. В с. Казанка создан колхоз «Заря».
1941-1945 гг. Сыновья и внуки бывших партизан снова взялись за оружие, защищая родину от фашистов. 24 жителя села не вернулись в родной дом.
Начало 1950-х гг. Механизаторы Сучанской МТС впервые применили узловой метод ремонта тракторов. Одновременно с ремонтными работами коллектив МТС проводил вывозку сена на колхозные животноводческие фермы, на базе МТС готовились гранулированные удобрения.
Колхоз «Заря» ежегодно получал доход и от реализации мёда. Колхозные пасеки постоянно расширялись.
1954 г. Казанский сельсовет был объединён с Хмельницким сельским советом. Располагался в с. Хмельницком и назывался Хмельницким сельсоветом Сучанского района.
1960 г. На базе колхозов «Красный богатырь» (с. Мельники), «Заря» (с. Казанка), «Путь к коммунизму» (с. Хмельницкое), «Имени Сергея Лазо» (с. Бровничи) образован Сучанский молочно-овощной совхоз. Состоял из 5 отделений. Первоначальное наличие основных фондов — 947 тыс. руб., тракторов — 19 шт., автомобилей — 15 шт. Посевными площадями занято 2103 га, из них под зерновыми — 683 га, картофелем — 387 га, овощами — 114 га, кукурузой на силос — 255 га. Крупного рогатого скота — 1409 голов, птицы — 8130 голов.
В совхозе: постоянных рабочих — 461 чел., сезонных рабочих — 112 чел., ИТР — 14 чел., служащих — 9 чел., др. работников (сторожа, водители) — 4 чел. Директором совхоза был Караулов В. И.
1962 г. Сельский совет перевели в с. Казанку. Стал именоваться как Казанский сельсовет.
На профсоюзной конференции Сучанского совхоза рассматривали вопросы о трудовой дисциплине, об обеспечении работников путевками в санатории, о несвоевременной выплате зарплаты. Работникам, выполнявшим протравливание семян, в день выдавали по 0,5 л молока и 3 яйца «за вредность».
1963 г. За доблестный труд присвоено звание «Ударник коммунистического труда» доярке Селезнёвой Е. А., телятницам Калугиной Н. Т. и Чмыхун М. П., скотникам Топчему А. К. и Чмыхуну В. И.
1963-1965 гг. С марта 1963 г. до начала 1965 г. Казанский сельсовет находился в подчинении Находкинского райисполкома. С 1 января 1965 г. перешёл в подчинение Сучанского горисполкома.
1966 г. Молокопункт 2-го отделения преобразован в молокозавод. Производил переработку молока до 2 тыс. тонн в год.
Развивается рационализаторское движение. Слесарь мастерских Кистер В. И. подал рацпредложения «Усовершенствование стенда СДТА-1» и «Фреза для ремонта головки блока трактора Т-40». Крестовер А. Ф., механик по трудоёмким работам подал и внедрил рацпредложение, улучшающее работу кормодробилки КДУ-2. Обоим выплачено по 20 руб.
1967 г. По итогам 1966 г. совхозу «Сучанский» (директор П. И. Даниленко) присуждено переходящее Красное знамя Совета Министров РСФСР и ВЦСПС. Урожай зерновых составил 13,2 центнера с гектара, картофеля — 81,4 ц/га, овощей — 131,1 ц/га, надои молока на фуражную корову — 2682 кг. Замечательных успехов в труде добились: А. С. Илькун, М. К. Герасименко, Н. А. Казимирова, А. В. Кузьмин, А. М. Елисеева, Р. П. Герасимова, В. И. Колесник, Г. В. Ворон-Ковальский, И. Т. Руденко, Н. Ф. Ильчук, М. Г. Винокурова, А. П. Грищенко.
1970 г. В честь 100-летия со дня рождения В. И. Ленина Президиум Верховного Совета РСФСР, Совет Министров РСФСР и ВЦСПС за трудовые успехи наградили ленинской юбилейной Почётной грамотой совхоз «Сучанский».
Согласно приказу № 294 Минсельхоза РСФСР совхоз переименован в Казанский Артёмовского треста пригородных совхозов.
1971 г. Указом Президиума Верховного Совета СССР за выдающиеся успехи в труде доярка совхоза Калугина Н. Т. награждена орденом Ленина.
1972 г. Учрежден переходящий приз имени Героя Социалистического Труда С. С. Финогеновой. Обладателем приза стало овощеводческое звено Шелеп Н. Т. В 1973—1974 гг. — приз присуждался звену тепличниц Луцик А. С.
1975 г. Казанский совхоз перешёл в ведение Приморского краевого управления сельского хозяйства. На этот момент в совхозе насчитывалось основных фондов — 5961 тыс. руб., тракторов — 66 шт., автомобилей — 55 шт. Посевные площади занимали 2407 га. Из них: зерновые — 270 га, картофель — 350 га, овощи — 140 га, кукуруза на силос — 1000 га. Поголовье крупного рогатого скота составило 3371 голову, птицы — 16000 голов.
По итогам соцсоревнования за 1975 г. приз им. С. С. Финогеновой завоевало звено кукурузоводов Беляева А. Ф.
В совхозе — 11 орденоносцев: Калугина Н. Т., Вершкова А. А., Колода Н. А., Максимова М. К., Илькун А. С., Иоинская К. И., Хорт А. И., Елисеева А. М., Марчук Л. Г., Макарова Л. И., Кузьмин А. В.
1976 г. Казанскому сельсовету вручено переходящее Красное знамя Совета Министров РСФСР и ВЦСПС.
1977 г. За проявленную трудовую доблесть награждены: орденом «Знак Почета» — Илькун В. А., механизатор совхоза, Чирикова А. С., доярка; орденом Трудовой Славы III степени Ступакова Л. М., звеньевая; знаком ЦК ВЛКСМ «Золотой колос» — Калугин М., механизатор.
1979 г. Много лет трудовые коллективы города оказывают всестороннюю шефскую помощь совхозу «Казанский». Благодаря шефам совхоз только на своих покосах заготовил 1400 тонн сена. Получил и реализовал 2050 тонн овощей, что на 200 тонн больше плана.
1989 г. В результате тайфуна «Джуди» совхоз «Казанский» понёс колоссальный ущерб: из 280 га картофеля погибло 220 га, из 108 га овощей — 91 га, из 100 га корнеплодов — 100 га, из 800 га кукурузы на силос — 600 га, из 10 га бахчевых уцелело 2 га, из 561 га сенокосов и пастбищ на сено было затоплено 350 га, 110 га погибло.
1990-е гг. Совхоз «Казанский» преобразован в сельскохозяйственный производственный кооператив «Казанский». Выделилось крестьянское хозяйство «Бархатное».
2002 г. Кооператив «Казанский» пришел в упадок, и в связи с несостоятельностью по решению арбитражного суда от 02.07.2002 г. должен быть ликвидирован.
Фермы и скот выкуплены руководителем крестьянского хозяйства «Бархатное» И. Н. Полуэктовым. Он занимается рыбокопчением и выращиванием кормов для скота. А теперь планируется запуск мясного цеха по выпуску пельменей и вареников.
В ассортименте у И. Н. Полуэктова около 100 наименований продукции, 40 видов продукции освоено в этом году. Хозяйство «Бархатное» набирает силу.

## Население
| 1898 | 1900 | 1912 | 2002  | 2010 |
| ---- | ---- | ---- | ----- | ---- |
| 130  | ↗260 | ↗412 | ↗1082 | ↘999 |

## Улицы и переулки села Казанка
Пер. Больничный, ул. Владивостокская, ул. Дунаевых, ул. Дунайская, ул. Заречная, ул. Ключевая, пер. Ключевой, ул. Колхозная, ул. Луговая, ул. Матросова, ул. Московская, ул. Набережная, ул. Партизанская, ул. Садовая, ул. Ушакова, ул. Центральная.